# 文殊坊

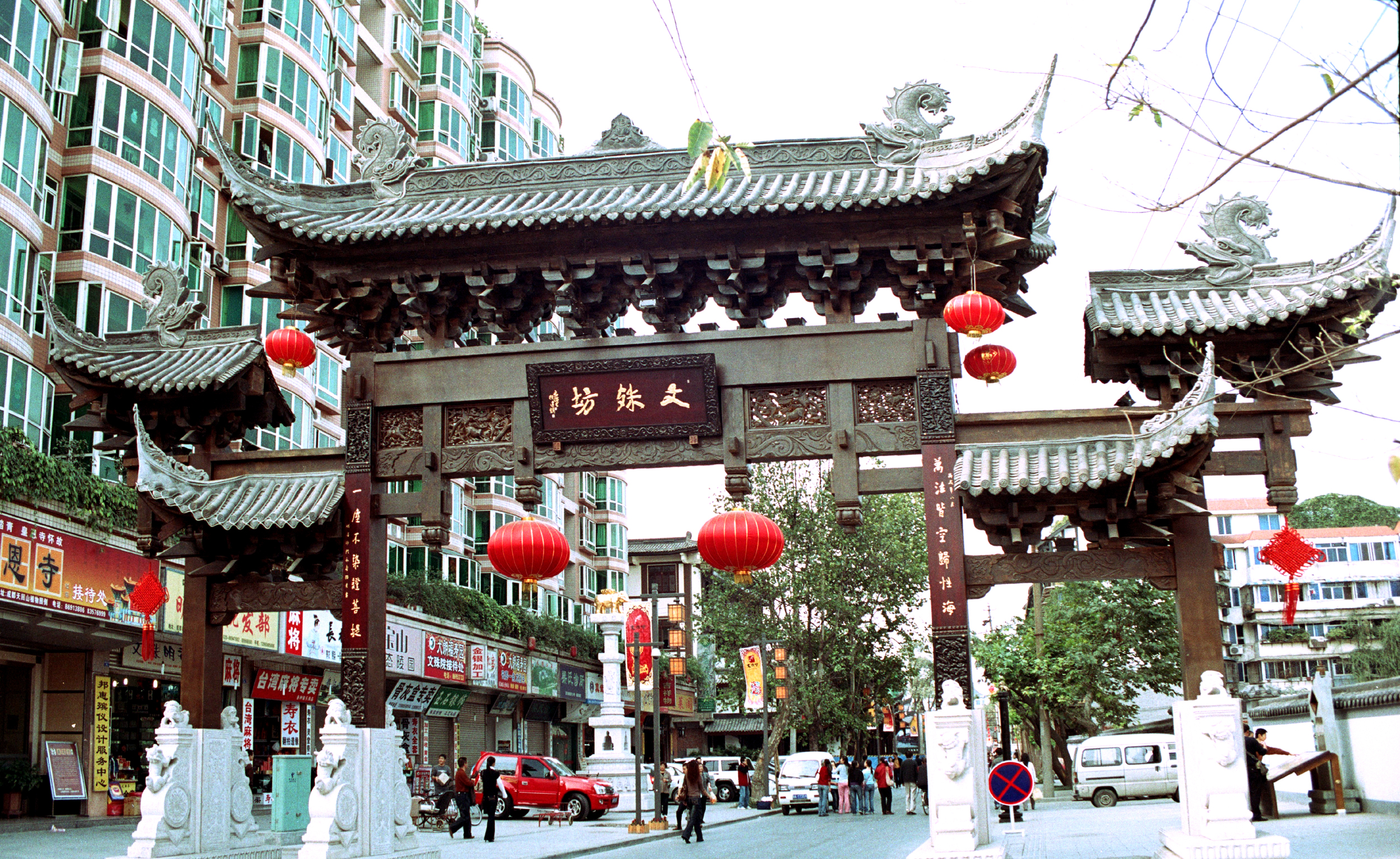
文殊坊

文殊坊是位于中国四川成都市区以文殊院为核心一个仿古休闲旅游商业街区，其范围东起北大街、西至人民中路南起白家塘街北至大安西路，总面积约三十余公顷。文殊坊世汇集古玩字画、金银首饰、四川美食，娱乐表演于一炉，成为成都市旅游休闲街区之一。
中国首家汉服实体店位于文殊坊，由重回汉唐开设。